# Goniotipula lindneri
Goniotipula lindneri är en tvåvingeart som beskrevs av Mannheims 1961. Goniotipula lindneri ingår i släktet Goniotipula och familjen storharkrankar. Inga underarter finns listade i Catalogue of Life.